# Pie talo
En medicina, se denomina pie talo a la deformidad en la cual el pie permanece constantemente en flexión dorsal de tal modo que al apoyar este en el suelo, entra en contacto con el suelo únicamente con el talón, permaneciendo levantado el antepié. Se acompaña frecuentemente de pie valgo, es decir, desviado hacia fuera. La persona con pie talo tiene limitada la extensión del tobillo.
Las causas que lo originan son muy diversas, puede ser un trastorno congénito, presente en el momento del nacimiento, u originarse con posterioridad, a veces es una secuela de poliomielitis, accidente cerebrovascular, lesiones de la médula espinal u otras enfermedades neurológicas como la esclerosis múltiple y la distrofia muscular de Duchenne. El tratamiento se basa en medidas ortopédicas y de rehabilitación, en algunos casos se recomienda la cirugía. Ante una deformidad del pie es fundamental explorar su flexibilidad y valorar el grado de rigidez de las distintas articulaciones, pues cuanto más rígida y estructurada esté la deformidad más difícil será de corregir. Las deformidades del pie pueden afectar a una o a varias articulaciones del mismo, así como a los tejidos blandos circundantes. Aunque pueden ser adquiridas, la mayor parte son congénitas.